# Matthias Rulitz
Matthias Rulitz, též Mathias Rulitz (15. února 1805 Ferlach – 27. března 1880 Štýrský Hradec), byl rakouský soudce a politik slovinského původu ale hlásící se k německé národnosti z Korutan, během revolučního roku 1848 poslanec Říšského sněmu.

## Biografie
Pocházel z Ferlachu. 24. července 1833 získal na právnicko-politické fakultě univerzity ve Štýrském Hradci titul doktora. Podle jiného zdroje absolvoval s vynikajícím prospěchem a titul doktora získal až roku 1836. V roce 1838 se po složení zkoušek stal advokátem. Profesi advokáta vykonával po dvanáct let až do roku 1850, kdy byl jmenován ředitelem daňové komise v Chorvatsku a Slavonii. Roku 1852 byl jmenován radou zemského soudu v Záhřebu, roku 1854 pak na post rady bánské stolice (Banaltafelrathe). Po správní reorganizaci byl jmenován členem vrchního zemského soudu v Štýrském Hradci. V roce 1873 se uvádí jako rada vrchního zemského soudu v Štýrském Hradci, byl tehdy jmenován dvorním radou.
Během revolučního roku 1848 se zapojil do veřejného dění. Byl představitelem korutanských Slovinců. Odmítal ale plány na sjednocení všech Slovinci obývaných oblastí do jednoho správního celku, což by znamenalo roztržení historických hranic Korutan. V červnu 1848 byl zvolen za poslance prozatímního Korutanského zemského sněmu. V srpnu 1848 na sněmu inicioval rezoluci, která uváděla, že obyvatelé německého i slovanského jazyka se považují hlavně za Korutance a odmítají rozbití své historické vlasti.
V lednu 1849 nastoupil po doplňovacích volbách i na ústavodárný Říšský sněm místo poslance Josepha Schlegela. Zastupoval volební obvod Völkermarkt. Tehdy se uváděl coby advokát.
Zemřel v březnu 1880 ve věku 75 let na mrtvici.